# مصطفى بارزاني
الملا مصطفى محمد عبد السلام عبد الله البارزاني (1903 - 1979) زعيم كردي من كردستان الجنوبية في شمال العراق، يرجع نسبه إلى أمراء العمادية.

## حياته
ولد البارزاني في 14 مارس/آذار 1903 في منطقة بارزان، وشارك أخاه الأكبر أحمد البارزاني في قيادة الحركة الثورية الكردية للمطالبة بالحقوق القومية للأكراد ولكن تم أخماد هذه الحركة من قبل السلطة الملكية في العراق والقوات البريطانية المحتلة التي استخدمت ولأول مرة في التاريخ الأسلحة الكيميائية ضد المناطق التي سيطر عليها الثوار الكرد.[بحاجة لمصدر]، وهو والد رئيس أقليم كردستان العراق السابق مسعود البرزاني.
وفي عام 1935 تم نفي مصطفى البارزاني إلى مدينة السليمانية مع أخيه أحمد البارزاني.
وفي عام 1942 هرب البارزاني من منطقة نفيهِ ليبدأ حركته الثورية الثانية، وفي إيران وبدعم من الاتحاد السوفيتي أقام الكرد في عام 1945 أول جمهورية كردية في منطقة مهاباد في إيران، وخدم الملا البارزاني كرئيس لأركان الجيش في جمهورية مهاباد والتي لم تمد طويلًا، فبعد 11 شهرًا من نشوئها تم وأدها من قبل الحكومة الإيرانية وذلك بعد انسحاب القوات السوفيتية من شمالي إيران تحت ضغط القوى الكبرى التي تمركزت قواتها جنوبي إيران، وكانت القوات السوفيتية قد دخلت الأراضي الإيرانية إبّان الحرب العالمية الثانية.
بعد انهيار الدولة الكردية الوليدة في مهاباد، توجّه البارزاني إلى الاتحاد السوفييتي مع 500 من مسلّحيه سيرًا على الأقدام مجتازين حدودًا جبلية وعرة في إيران وتركيا حيث واجهوا عقبات كثيرة في طريقهم وصولاً إلى الحدود الأذربيجانية السوفييتية وبقوا هناك عشرة سنوات .
في عام 1958 ومع إعلان الجمهورية العراقية دعى الزعيم العراقي عبد الكريم قاسم البارزاني للعودة إلى العراق وبدأت مناقشات حول إعطاء الكرد بعض مطالبهم القومية، ولكن مطالب البارزاني والشعب الكردي لم تتطابق مع ما كان في نية الرئيس عبد الكريم قاسم إعطائه للكرد، فأدّى ذلك إلى تجدد الصراع مرة أخرى حيث قام عبد الكريم قاسم بحملة عسكرية على معاقل البارزاني عام 1961.
وبعد تولّي الرئيس العراقي عبد السلام عارف الحكم اتفق مع عدد من القادة الكرد (سياسيين وعسكريين) ومن ضمنهم البارزاني على حل شامل للقضية الكردية حيث أعلن اتفاق نيسان/أبريل عام 1964م، والذي تضمّن منح الكرد الحقوق الثقافية والإسهام في الحكم وبعض الحقوق الأخرى، إلا أن التيار القومي العربي تمكّن من التسلل إلى السلطة ونسف كل ما اتّفق عليه فاستمرت الدولة بإجراءاتها القمعية للشعب الكردي، فتجدد النزاع المسلح بين الطرفين، وظلّت القضية الكردية تؤرق حكومة بغداد والبارزاني يقضّ مضجع القيادة العراقية.
بعد 9 سنوات من الحرب بين الكرد بقيادة البارزاني اضطرت الحكومة العراقية إلى الإتفاق مع البارزاني في إتفاقية الحكم الذاتي للأكراد عام 1970م، والتي لم تدم طويلاً بسبب انقلاب قيادة حزب البعث على اتفاقية الحكم الذاتي عام 1974م وتوقيعهم لإتفاقية مع شاه إيران تنازل بموجبها العراق عن شط العرب وعن المطالبة بالأحواز مقابل توقف إيران عن تقديم الدعم العسكري واللوجستي للثوار الكرد، فقد كان البارزاني مدعومًا من الشاه الإيراني محمد رضا بهلوي الذي قطع دعمه للبارزاني على أعقاب هذه الإتفاقية، اتفاقية الجزائر التي أُبرمت بين إيران والعراق بمبادرة أمريكية جزائرية كان عرّابها وزير الخارجية الجزائري عبد العزيز بوتفليقة. غادر بعدها البارزاني إلى الولايات المتحدة الأمريكية حيث توفي فيها عام 1979م، في مستشفى جورج واشنطن إثر مرض عضال.

## محاولة اغتيال البارزاني
في يوم الأربعاء، 29 أيلول /سبتمبر من عام 1971 تعرّض الملا البارزاني لمحاولة اغتيال حيث وصل وفد من الحكومة العراقية بسيارتين برئاسة عبد الجبار الأعظمي لمقابلة البارزاني في مقره بحاج عمران الواقعة بالقرب من الحدود العراقية الإيرانية ، بدأ الاجتماع بين البارزاني والوفد الحكومي في الساعة 4:45 دقيقة وفي الساعة الخامسة بعد الظهر حصل الانفجار في غرفة الاجتماع. وبسبب علاقة الأعظمي بالبرزاني وبسبب حالة التقارب ما بين الحركة الكردية والحكومة العراقية ولهذه الأسباب فإن إجراءات التفتيش للوفد الحكومي العراقي لم يصحبها التدقيق والتفتيش الكثير ، وقد قُتل من جراء ذلك الانفجار ثلاثة أفراد من أعضاء الوفد الحكومي بالإضافة إلى الشخص الذي كان يقدم الشاي للضيوف وكان يدعى محمود شريف نزاري ، وعند خروج البرزاني من غرفة الاجتماع التي وقع فيها الانفجار قام أحد سائقي السيارات التي كانت تقل الوفد الحكومي بإلقاء قنبلة يدوية على البرزاني مما أدّى إلى إصابة البرزاني بجرح بسيط قام بإسعافه الدكتور محمود عثمان ، (تم إخراج الشظية التي أصابت البارزاني بعد عدة أيام) . وقام حرس البرزاني بقتل سائق السيارة والذي قام بإلقاء القنبلة. أما سائق السيارة الثانية والتي كانت تقل وفد الحكومة العراقية فقد قاوم وهرب إلى إحدى الأبنية المجاورة ولحق به أحد أعضاء الوفد الحكومي وبعد مناوشات ما بين الطرفين دامت لمدة عشرة دقائق وفي الساعة 5:25 دقيقة قُتل كل من السائق وعضو الوفد الحكومي العراقي.

## علاقة مصطفى البارزاني بعبد الكريم قاسم

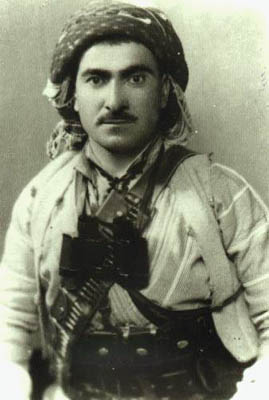
مصطفى البارزاني بحدود عام 1931-1932

بعد حركة 14 تموز 1958 أصدرت الحكومة العراقية والتي كان يترأّسها عبد الكريم قاسم قرارًا بالعفو عن جميع أتباع البارزاني والذين شاركوا بحركات التمرد إبّان العهد الملكي. وفي يوم 5 تشرين الأول/أكتوبر من نفس السنة عاد البارزاني إلى العراق قادمًا من الاتحاد السوفيتي ، ولقد خصصت الحكومة العراقية بيت رئيس وزراء العراق الأسبق إبّان العهد الملكي نوري السعيد بمنطقة الصالحية بالعاصمة بغداد دارًا لسكن البارزاني كما تم تخصيص مبلغ 500 دينار عراقي مرتباً شهرياً للبارزاني، وفي يوم 9 شباط - فبراير من سنة 1960 أُجيز الحزب الديمقراطي الكردستاني ، ولقد كانت علاقة عبد الكريم قاسم بالبارزاني متينة وجيدة في بدايتها ولكن لظروف وأسباب معينة بدأت علاقة كلا الطرفين بالضعف تدريجياً لعدة أسباب ومن أهم هذه الأسباب:
- في النصف الثاني من عام 1960 نشرت صحيفة خبات الناطقة باسم الحزب الديمقراطي الكردستاني حملة دعائية تنادي بضرورة تطبيق الديمقراطية في العراق وبمنح الحقوق القومية للشعب الكردي.[7]
- في أواخر شهر تشرين الثاني/نوفمبر من عام 1960 طلب قاسم من وزير الأشغال والإسكان عوني يوسف بأن يبعد البارزاني من رئاسة الحزب الديمقراطي الكردستاني بحجة كون البارزاني زعيم قبلي لا يصلح لزعامة الحزب ولكن المكتب السياسي للحزب الديمقراطي الكردستاني رفض طلب قاسم.[8]
- بعد عودة البارزاني من زيارته إلى الاتحاد السوفيتي في شهر كانون الثاني/يناير من سنة 1961 حيث قابل البارزاني عبد الكريم قاسم في شهر شباط أي بعد شهر من عودته إلى العراق لم يظهر قاسم الود والترحيب كما كان في السابق للبارزاني والذي حاول تجديد الولاء للحكومة العراقية والتي كان يرأسها قاسم نفسه وبعد هذه المقابلة أحس البارزاني من إن الجو لم يعد ملائماً لبقائه في بغداد خشية من اعتقاله أو تدبير محاولة لاغتيالهِ فقرّر البارزاني ترك بغداد والرجوع إلى كردستان وذلك في شهر آذار/مارس من نفس العام [8] ،.
- في يوم 22 أذار/مارس من عام 1961 أصدر الحاكم العسكري العام في بغداد أمراً بإلقاء القبض على عضو الحزب الديمقراطي الكردستاني جلال طالباني. مما أدى إلى انقطاع إصدار الصحف والمجلات الكردية التي كانت تصدر في بغداد بصورة علنيّة بعد هذه الحادثة [9]

## من أقواله
- (قۆتابيان سەری رمن له هەموو شۆرش و ڕابرێنێكدا) وتعني: (إن الطلبة رأس الرمح في كل ثورة وكل انتفاضة).
- (ئەگەر حەزکردنەوەی وڵات تاوان بێت، من مەزەنترین تاوانبارم) وتعني: (إذا كان حب الوطن تهمة، فأنا أكبر متهم)

## معرض صور

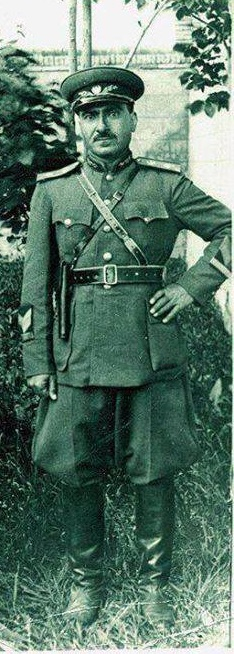
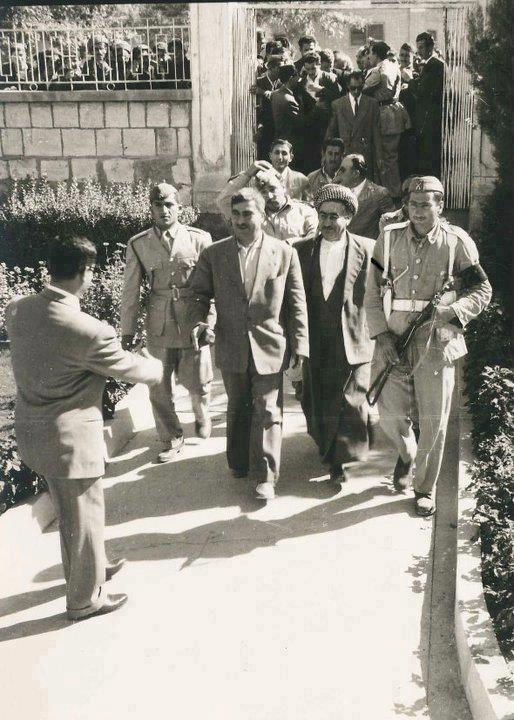
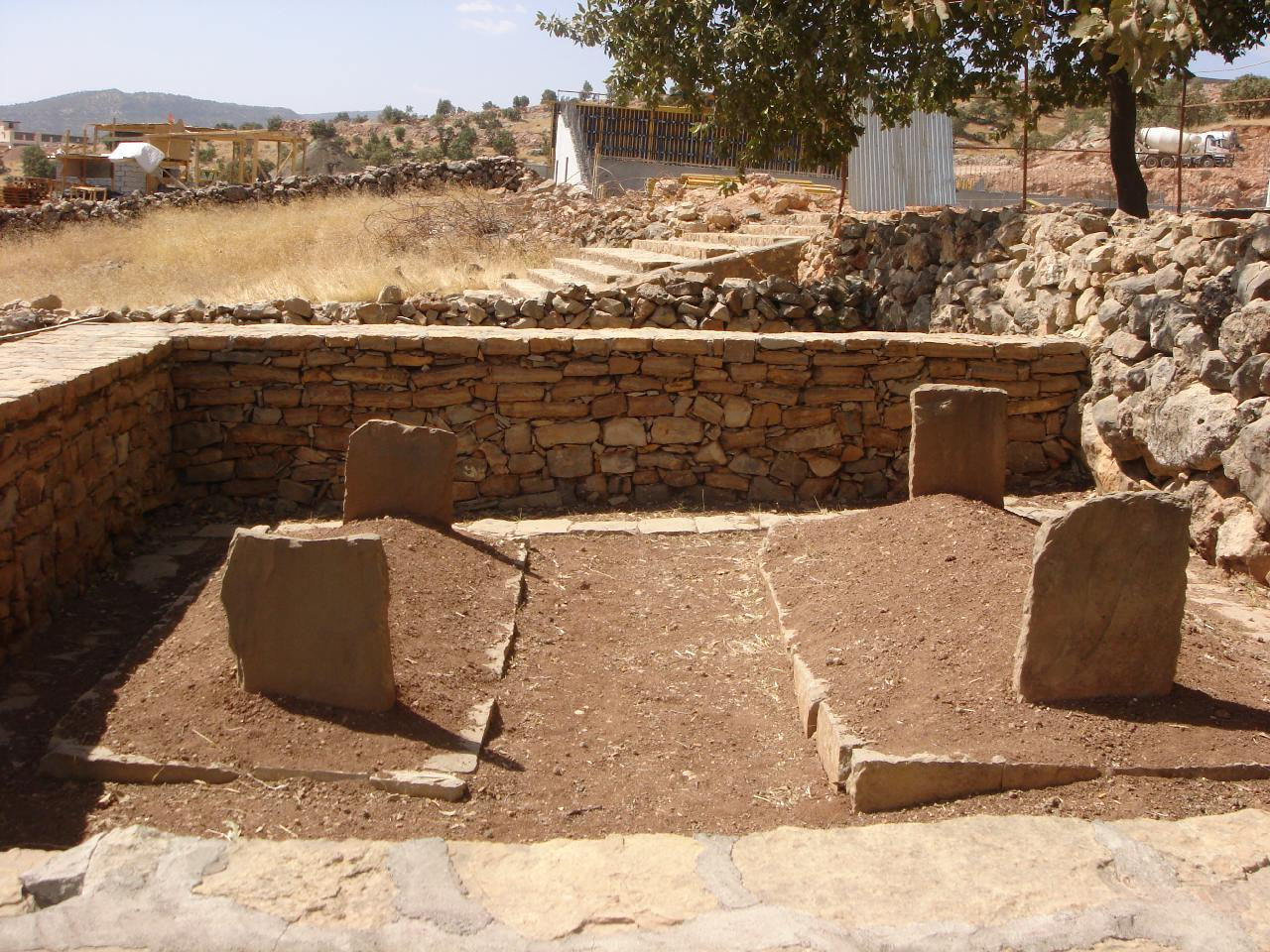
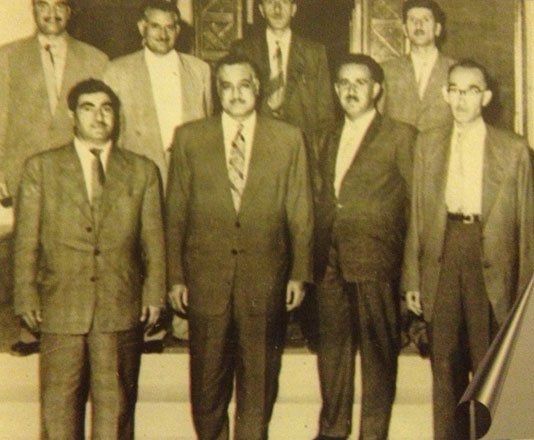
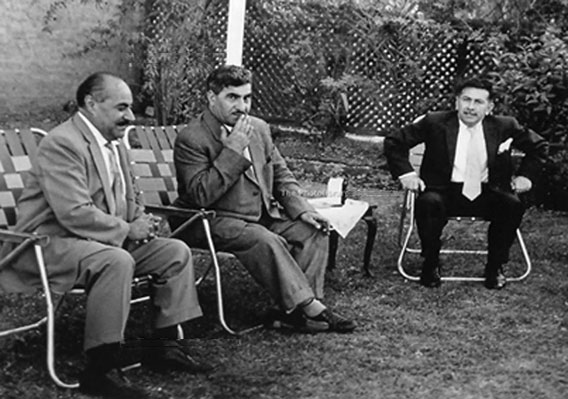

## روابط خارجية
- مصطفى بارزاني على موقع الموسوعة البريطانية (الإنجليزية)
- مصطفى بارزاني على موقع مونزينجر (الألمانية)
- مصطفى بارزاني على موقع إن إن دي بي (الإنجليزية)